# Mardich
Mardich (arab. مرديخ) – miejscowość w Syrii, w muhafazie Idlib. W 2004 roku liczyła 2918 mieszkańców.